# Sveta Helena (Križevci)
Sveta Helena je gradsko naselje Križevaca. Selo je smješteno podno Kalnika i udaljeno je 7 kilometara od grada Križevaca.
Selo ima oko 70 kuća. Ima i područnu školu Ljudevita Modeca, koju pohađa oko 30 djece koju vode 2 učiteljice.

## Stanovništvo
Prema popisu stanovništva 2011. godine Sveta Helena je imao 309 stanovnika.
| broj stanovnika | 310   | 319   | 308   | 372   | 442   | 473   | 445   | 499   | 456   | 460   | 451   | 425   | 398   | 372   | 345   | 309   | 263   |
|                 | 1857. | 1869. | 1880. | 1890. | 1900. | 1910. | 1921. | 1931. | 1948. | 1953. | 1961. | 1971. | 1981. | 1991. | 2001. | 2011. | 2021. |

## Poznate osobe
- Milutin Mayer, hrv. pisac, bio je učitelj u Svetoj Heleni